# Kota Yanagisawa
Kota Yanagisawa (柳澤 宏太 Yanagisawa Kota?), född 8 april 1982 i Gunma prefektur, är en japansk före detta fotbollsspelare.
Yanagisawa började sin karriär 2005 i Thespa Kusatsu. 2007 flyttade han till ALO's Hokuriku. Han avslutade karriären 2007.